# Hansína Regína Björnsdóttir
Hansína Regína Björnsdóttir, nota professionalmente come H. Eiríksson (Eskifjörður, 6 giugno 1884 – Djúpivogur, 5 febbraio 1973), è stata una fotografa islandese.

## Biografia
Figlia di Björn Eiríksson, falegname, e di Susanna Sophie Weywadt, ebbe sette tra fratelli e sorelle. Sua madre gestiva un caseificio e fu lei a crescerla. La sua famiglia discendeva anche da Hans Jonatan (1784-1827), originario di Saint Croix nelle Indie occidentali danesi, figlio di un danese e di una schiava di colore. Anche se aveva preso parte alla battaglia di Copenaghen, e sembrava che potesse ottenere la libertà, Jonatan fuggì in Islanda dove fu il primo immigrato di origini africane. Sposò Katrin Antoniusdottir ed ebbe tre figli, due dei quali sopravvissero.
All'età di quattro anni, Björnsdóttir andò a vivere con la sorella di sua madre Susanna, la fotografa Nicoline Weywadt, nella fattoria di famiglia a Teigarhorn, vicino a Djúpivogur. Weywadt insegnò il mestiere di fotografa a Björnsdóttir e la mandò per ulteriori studi e approfondimenti a Copenaghen. Dopo aver completato gli studi nel 1903, lo stesso anno in cui morì sua madre, Björnsdóttir tornò a Teigarhorn.
Björnsdóttir rilevò lo studio di sua zia che nel 1903 aveva deciso di abbandonare la professione e che gestì fino al 1911. Quell'anno sposò Jón Kristján Lúðvíksson dal quale avrebbe avuto cinque figli. Forse a causa delle gravidanze e dei figli piccoli, per un po' di tempo smise con la fotografia. Riprese quindi la sua carriera firmando tutti i suoi lavori, per i quali è principalmente conosciuta, col nome d'arte "H. Eiríksson".
 
A causa di un incidente, parte del suo lavoro è andato distrutto, ciò che rimane sono immagini di persone e paesaggi intorno a Berufjörður.
Il Museo Nazionale d'Islanda di Reykjavík conserva circa 1 200 lastre e gli strumenti con i quali ha lavorato. Grazie a lei il Museo ha potuto recuperare anche parte del lavoro della zia Nicoline Weywadt.